# Cvetana Pironkovová
Cvetana Kirilovová Pironkovová (bulharsky: Цветана Кирилова Пиронкова, * 13. září 1987 Plovdiv) je bulharská profesionální tenistka. Ve své dosavadní kariéře vyhrála na okruhu WTA Tour jeden singlový turnaj. V rámci okruhu ITF získala šest titulů ve dvouhře.
Na žebříčku WTA byla ve dvouhře nejvýše klasifikována v září 2010 na 31. místě a ve čtyřhře pak v březnu 2009 na 141. místě.
K tenisu ji ve čtyřech letech přivedl otec. Na túře WTA debutovala Istanbul Cupem 2005, na němž si zahrála semifinále. Do Wimbledonu 2010 přijížděla se zápasovou bilancí 1–4 na trávě. Postupem do semifinále se stala prvním bulharským tenistou v historii, který se probojoval do této fáze grandslamové dvouhry. Ve Wimbledonu 2011 pak ve čtvrtfinále skončila na raketě Petry Kvitové.
Premiérovou trofej vybojovala na Apia International Sydney 2014, kde do hlavní soutěže prošla z kvalifikace. Na cestě za titulem vyřadila tři členky první světové desítky v řadě. Přes druhou hráčku žebříčku Agnieszku Radwańskou postoupila do čtvrtfinále French Open 2016. Před Wimbledonem 2017 představila vlastní značku dámského oblečení Pironetic, v němž také začala hrát. Na Grand Slamu zaznamenala čtyřicet sedm účastí bez přerušení. Po narození syna v dubnu 2018 se vrátila na okruh newyorským US Open 2020, kde ji ve čtvrtfinále vyřadila Serena Williamsová.

## Týmové soutěže
V bulharském fedcupovém týmu debutovala v roce 2003 základním blokem 1. skupiny zóny Evropy a Afriky proti Jugoslávii, v němž prohrála dvouhru s Katarinou Mišićovou. Do roku 2021 v soutěži nastoupila k třiceti čtyřem mezistátním utkáním s bilancí 19–15 ve dvouhře a 7–9 ve čtyřhře.
Bulharsko reprezentovala na pekingských Hrách XXIX. olympiády, kde v soutěži dvouhry prohrála ve druhém kole s šestnáctou nasazenou Dominikou Cibulkovou, jíž odebrala čtyři gemy. Zúčastnila se také Letních olympijských her 2012 v Londýně. V úvodním kole singlové soutěže oplatila čtyři roky starou porážku Cibulkové a poté ji vyřadila Italka Flavia Pennettaová. Potřetí za bulharský výběr nastoupila na Letní olympiádě 2016 v Riu de Janeiru. Na úvod dvouhry však vypadla s Němkou Laurou Siegemundovou po třísetovém průběhu.
Jako členka bulharského družstva startovala na Hopman Cupu 2012, kde s Grigorem Dimitrovem obsadili druhé místo základní skupiny.

## Tenisová kariéra
Tenis začala hrát ve čtyřech letech. Již o dva roky později poprvé v Bulharsku startovala na juniorském turnaji.
V rámci událostí okruhu ITF debutovala jako čtrnáctiletá v srpnu 2002, když na turnaji v Bukurešti s dotací 10 tisíc dolarů postoupila z kvalifikace. Soutěží prošla do finále, v němž podlehla Rumunce Monice Niculescuové. Premiérový titul v této úrovni tenisu vybojovala během září téhož roku v řeckém Volosu, turnaji s rozpočtem 10 tisíc dolarů, kde opět zvládla projít kvalifikačním sítem. V závěrečném duelu přehrála Švýcarku Tinu Schmassmannovou po dvousetovém průběhu.
Na okruhu WTA Tour prožila premiéru v sedmnácti letech na úvodním ročníku Istanbul Cupu 2005. Z kvalifikace postoupila do hlavní soutěže, kde si po vyřazení Izraelky Šachar Peerové zahrála semifinále. V něm nenašla recept na pozdější šampionku Venus Williamsovou. Také při třetí účasti v rámci túry WTA prošla až do semifinále. Na Internazionali Femminili di Palermo 2005 však prohrála s obhájkyní trofeje Anabel Medinaovou Garriguesovou ze Španělska. Bodový zisk ji po turnaji zajistil průlom do elitní světové stovky žebříčku WTA, když se v jeho vydání z 25. července 2005 posunula ze 128. na 99. příčku.

### 2006

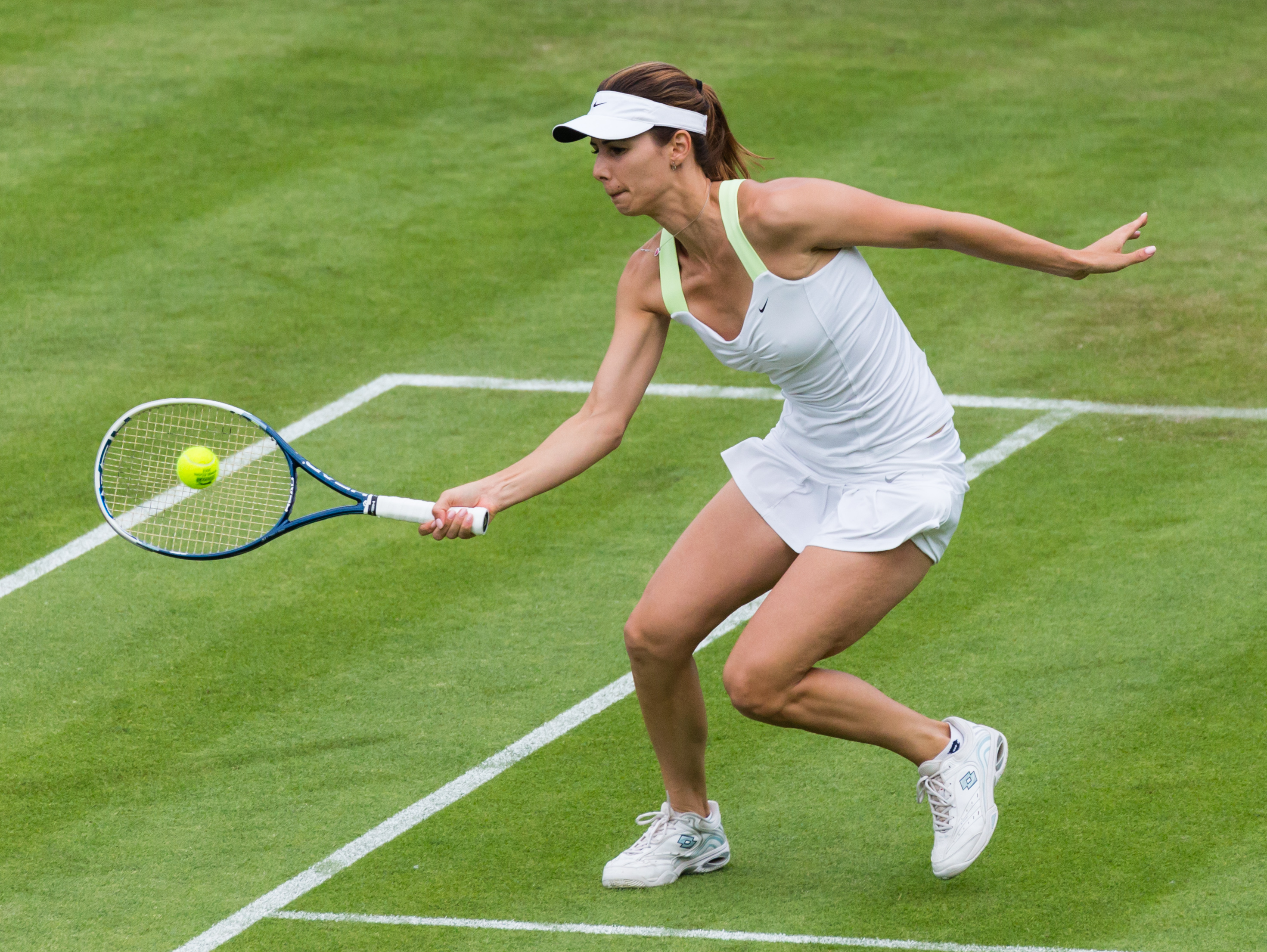
Nabíhaný volej ve Wimbledonu 2013

Na travnatém Birmingham Classic vypadla ve třetím kole s italskou čtrnáctou ženou klasifikace Francescou Schiavoneovou, přestože získala úvodní sadu. Semifinále si zahrála na srpnovém Nordea Nordic Light Open ve Stockholmu, kde zdolala čínskou světovou dvaadvacítku Li Na. Poté však odešla podlehla třicáté páté hráčce žebříčku Čeng Ťie.
V sezóně desetkrát postoupila do druhého kola včetně Australian Open, na němž zdolala americkou světovou desítku Venus Williamsovou, až v závěru rozhodujícího setu poměrem gemů 9:7. Ve druhé fázi antukového French Open ji rok starou porážku oplatila Šachar Pe'erová. Travnatý Wimbledon znamenal úvodní výhru nad šestnáctou hráčkou světa Annou-Lenou Grönefeldovou a porážku od Polky Agnieszky Radwańské, jíž organizátoři jako člence třetí světové stovky udělili divokou kartu.
Sezónu zakončila na 62. místě žebříčku WTA.

### 2007
V sezóně dohrála v úvodním kole na třech grandslamových turnajích. Melbournský Australian Open znamenal vyřazení od Japonky Akiko Morigamiové z deváté desítky žebříčku, na French Open nenašla recept na osmou hráčku klasifikace Serenu Williamsovou a ve Wimbledonu ji zastavila třicátá pátá hráčka pořadí Agnieszka Radwańská. Polce poté opět podlehla na stockholmském Nordea Nordic Light Open, kde obhájila semifinálovou účast. Pouze na newyorském US Open zvládla úvodní kolo dvouhry s Olgou Pučkovovou. Ve druhé fázi narazila na světovou jedničku Justine Heninovou, která ji porazila po dvousetovém průběhu.
Týden po skončení Flushing Meadows triumfovala na turnaji ITF s maximální dotací 100 tisíc dolarů ve francouzském Bordeaux. Na její raketě postupně dohrály Estonka Maret Aniová, pátá nasazená Timea Bacsinszká, Francouzka Mathilde Johanssonová a v semifinále Němka Tatjana Maleková. V boji o titul pak přehrála šedesátou osmou ženu klasifikace Alizé Cornetovou ve dvou setech. Bodový zisk ji premiérově posunul do první osmdesátky žebříčku, na 78. místo. Rok zakončila na 98. místě světové klasifikace.

### 2008

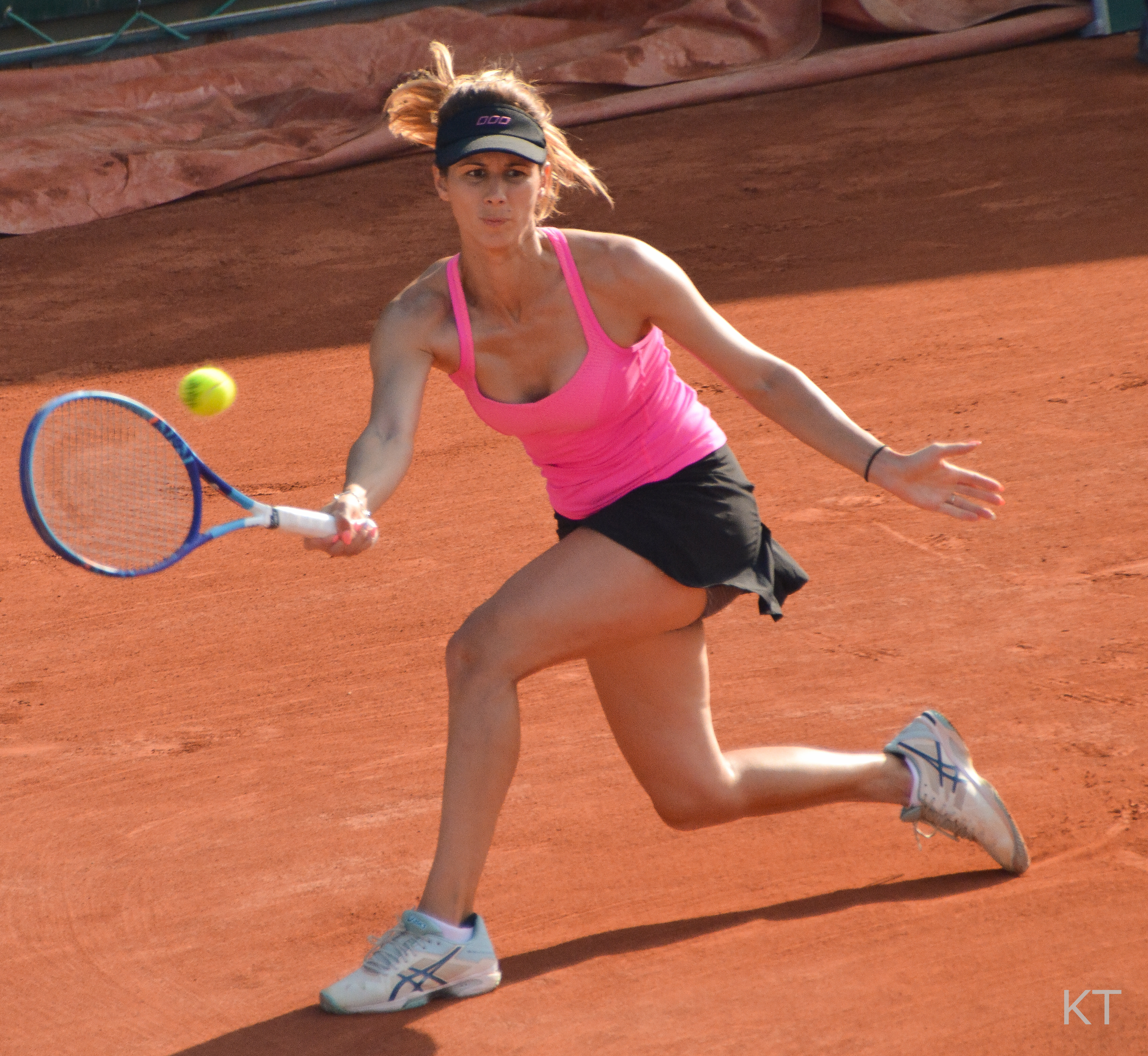
Trénink na French Open 2016

Sezónu, v níž vstoupila do první světové padesátky tenistek, zahájila na Medibank International v Sydney. Z kvalifikace do dvouhry ji však nepustila Slovenka Dominika Cibulková. Na Australian Open nejdříve hladce vyřadila Bělorusku Olgu Govorcovovou, aby poté skončila na raketě ruské světové dvojky Světlany Kuzněcovové. V úvodním setu přitom nevyužila vedení her 5–2 a sadu ztratila v tiebreaku.
Na únorovém Proximus Diamond Games v Antverpách prošla kvalifikačním sítem, když ve třech zápasech ztratila pouze deset her. Ve druhém kole hlavní soutěže ji stopku vystavila světová jednička Justine Heninová, přestože v jeho průběhu vedla již 7–6 a 3–1. Ve druhém kole antukového Rome Masters vyřadila třetí hráčku žebříčku Anu Ivanovičovou po třísetovém průběhu. Do hlavní soutěže se přitom probojovala z kvalifikace. Ve třetím utkání jí skrečovala světová devatenáctka Viktoria Azarenková a ve čtvrtfinále podlehla osmé ženě pořadí Anně Čakvetadzeové z Ruska. Do třetího semifinále Istanbul Cupu postoupila přes Govorcovovou, než ji ve třech setech vyřadila Agnieszka Radwańská.

### 2010
Ve Wimbledonu se stala prvním bulharským tenistou v historii, který se probojoval do semifinále grandslamové dvouhry. Do All England Clubu přijížděla jako osmdesátá druhá hráčka žebříčku. V osmifinále zdolala světovou třináctku Marion Bartoliovou z Francie a poté druhou ženu klasifikace Venus Williamsovou. Soutěží procházela bez ztráty setu, než v semifinále podlehla světové jedenadvacítce Věře Zvonarevové, přestože získala úvodní dějství. Bodový zisk ji posunul na nové žebříčkové maximum, 35. místo.

## Soukromý život
Narodila se roku 1987 v Plovdivu do rodiny bulharského mistra v kanoistice Kirila Enčeva a plavkyně Radosvety Nikolovové. Má bratra Enča a sestru Jelisavetu.
V červenci 2016 se vdala za bývalého bulharského fotbalistu Mihaila Mirčeva. Do manželství se v dubnu 2018 narodil syn Alexandr. Pro mateřské povinnosti vynechala sezóny 2018 a 2019.
Deník The New York Times ocenil její „intelektuální“ schopnosti na trávě. Microsoft Network ji označil za jednu z nejkrásnějších sportovkyň světa.

## Finále na okruhu WTA Tour
| Legenda                           |
| --------------------------------- |
| D – dvouhra; Č – čtyřhra          |
| Grand Slam (0)                    |
| Turnaj mistryň (0)                |
| Premier Mandatory & Premier 5 (0) |
| Premier (1–0 D)                   |
| International (0)                 |

### Dvouhra: 1 (1–0)
| Stav    | č. | datum          | turnaj            | povrch | soupeřka ve finále  | výsledek |
| ------- | -- | -------------- | ----------------- | ------ | ------------------- | -------- |
| Vítězka | 1. | 10. ledna 2014 | Sydney, Austrálie | tvrdý  | Angelique Kerberová | 6–4, 6–4 |

## Finále na okruhu ITF
| Dotace turnajů okruhu ITF |
| ------------------------- |
| 100 000 $ tournaments     |
| 75 000 $ tournaments      |
| 50 000 $ tournaments      |
| 25 000 $ tournaments      |
| 10 000 $ tournaments      |

### Dvouhra: 13 (6–7)
| Stav       | č. | datum              | turnaj               | povrch     | soupeřka ve finále        | výsledek      |
| ---------- | -- | ------------------ | -------------------- | ---------- | ------------------------- | ------------- |
| Finalistka | 1. | 18. srpna 2002     | Bukurešť, Rumunsko   | antuka     | Monica Niculescuová       | 1–6, 6–7(4–7) |
| Vítězka    | 1. | 29. září 2002      | Volos, Řecko         | koberec    | Tina Schmassmannová       | 7–6(7–3), 7–5 |
| Vítězka    | 2. | 29. června 2003    | Orestiada, Řecko     | tvrdý      | Simona Mateiová           | 6–1, 6–4      |
| Vítězka    | 3. | 3. srpna 2003      | Istanbul, Turecko    | tvrdý      | İpek Şenoğluová           | 7–6(7–2), 6–0 |
| Finalistka | 2. | 28. září 2003      | Volos, Řecko         | koberec    | Sesil Karatančevová       | 4–6, 6–2, 2–6 |
| Vítězka    | 4. | 2. listopadu 2003  | Istanbul, Turecko    | tvrdý (h)  | Šachar Pe'erová           | 6–3, 6–2      |
| Finalistka | 3. | 21. listopadu 2004 | Barcelona, Španělsko | antuka     | Laura Pousová Tiová       | 6–4, 5–7, 2–6 |
| Finalistka | 4. | 30. ledna 2005     | Belfort, Francie     | tvrdý (h)  | Sandra Kleinová           | 4–6, 3–6      |
| Vítězka    | 5. | 10. dubna 2005     | Řím, Itálie          | antuka     | Magda Mihalacheová        | 7–5, 7–5      |
| Finalistka | 5. | 11. června 2005    | Záhřeb, Chorvatsko   | antuka     | Zuzana Ondrášková         | 6–4, 4–6, 3–6 |
| Finalistka | 6. | 20. listopadu 2005 | Deauville, Francie   | antuka (h) | Viktorija Kutuzovová      | 4–6, 6–7(2–7) |
| Vítězka    | 6. | 12. září 2007      | Bordeaux, Francie    | antuka     | Alizé Cornetová           | 6–2, 6–3      |
| Finalistka | 7. | 21. září 2008      | Sofie, Bulharsko     | antuka     | Nuria Llagostera Vivesová | 2–6, 3–6      |

## Postavení na konečném žebříčku WTA

### Dvouhra
| Rok    | 2002 | 2003   | 2004   | 2005  | 2006  | 2007  | 2008  | 2009  | 2010  | 2011  | 2012  | 2013   | 2014  | 2015  | 2016  | 2017   | 2018 | 2019 |
| Pořadí | 553. | ▲ 344. | ▲ 295. | ▲ 88. | ▲ 62. | ▼ 98. | ▲ 46. | ▼ 99. | ▲ 35. | ▼ 46. | ▲ 42. | ▼ 108. | ▲ 39. | ▼ 59. | ▲ 65. | ▼ 162. | —    | — ´  |